# The Regeneration of Apache Kid
The Regeneration of Apache Kid è un cortometraggio muto del 1911 scritto e diretto da Francis Boggs.

## Produzione
Il film fu prodotto dalla Selig Polyscope Company.

## Distribuzione
Distribuito dalla General Film Company, il film - un cortometraggio western in una bobina - uscì nelle sale cinematografiche statunitensi il 15 agosto 1911. È conosciuto anche sotto il titolo The Regeneration of the Apache Kid .
Non si conoscono copie ancora esistenti della pellicola che viene considerata presumibilmente perduta.